# 大西江农场
大西江农场是一个位于中华人民共和国黑龙江省黑河市嫩江市的农场，亦是黑龙江省农垦九三管理局所属的一个农场。
大西江农场地处小兴安岭南麓，嫩江东岸，总面积37958公顷。农场下辖四个畜牧养殖区和11个场直企事业单位，总人口1.2万人。

## 行政区划
大西江农场下辖以下单位：
大西江场直社区、大西江农场第一管理区、大西江农场第二管理区、大西江农场第三管理区、大西江农场第四管理区、大西江农场第五管理区和大西江农场第六管理区。